# Ћилимарско задругарство у Пироту
Ћилимарско друштво у Пироту је настало после 1885. године када су Пироћанци увидели значај ћилимарства за становништво и развој привреде. 

## Настанак Друштва
Јула 1886. године основано је Ћилимарско друштво у Пироту. Његов Статут верификовао је Чедомиљ Мијатовић, заступник министра народне привреде и министар финансија, на основу чл. 38 Трговачког закона. Према Статуту, циљ друштва био је унапређење ћилимарства образовањем друштвеног капитала помоћу једнаких месечних улога свих чланова Друштва и новчаном помоћи министарства народне привреде, а тражено је да општина бесплатно уступи један локал за магацин готове робе. Чланом 4 Статута регулисано је да се друштвеним капиталом могао купити само материјал за ткање ћилима, који се продавао ћилимаркама по умереним ценама или на зајам. Друштво је било обавезно да израђене ћилиме откупљује по утврђеној цени, а да их продаје по најповољнијој цени. Чланови Друштва имали су удела у друштвеном добитку, а сваки члан уплаћивао је по 2 динара месечно. Убрзо након оснивања Друштво је од министарства финансија добило 10 хиљада динара као зајам без интереса, наменски за куповину вуне. Друштво је сваке године отплаћивало део зајма и у свом раду било је самостално.
Задатак Друштва био је да вуну купује искључиво у мају и јуну месецу и то за пиротску, суву и чисту, и то за целу годину. Члановима друштва вуна се давала за готово и на „почеле“. Код одложеног плаћања било је повласгица - ћилимарка је била дужна да половину дуга врати када уради и прода ћилим, а другу половину у року од три месеца, и то одједном или у недељним односно месечним ратама. Друштво је било одлучно у намери да помогне пре свега ћилимаркама и да им олакша и иначе врло тешке услове за рад. Према бојаџијама је било ригорозно - могли су бојити искључиво старим бојама и то алевом, црномодром, црнозеленом, моравом, жутом, рујевом и
вишњевим ђувезом. О бојаџијама се бринуло кроз набавку материјала и тромесечним кредитирањем. На име кредитирања узимало је 10% зараде од цене коштања.' "ћилиме је куповало искључиво од својих чланова и било је обавезно да у каси увек има довољно пара за исплату. Ћилимарско друштво у Пироту имало је свој жиг: у средини је била ћилимарка а около натпис Пиротско ћилимарско друштво.
Само што је основано, Ћилимарско друштво је почело да добија позиве за међународне изложбе и сајмове. Године 1886. било је на
божићној изложби музеја Deverbé y Бечу. За ту прилику припремљено је 18 батала, 5 сметеника, 2 јана, 6 шесгака, 8 сиџадеа и 4 јастука укупне вредности 5.104 динара. Наредне године учествовало је на божићној изложби индустријских и занатских производа у Будимпешти. Почетком 1888. године министар народне привреде обраћа се пиротском Ћилимарском друштву писмом следеће садржине: „Влада Његовог величанства Краља на пријатељски позив владе Француске Републике решила је да званично учествује у светској
међународној изложби која ће се одржати у Паризу од почетка маја 1889. до краја октобра исте године. Влада Његовог величанства решила је, између осталог, да и овом приликом упозна западне потрошаче са нашом производном снагом и производима наше земље које можемо да извозимо, те да тако нашим производима још ширу пијацу отвори. На до сада посећиваним изложбама на страни од наших
производа особито су се западним потрошачима допале наше вунене тканине израђене у Пироту и околини. Ово је знатно помогло те је овој врсти наших производа отворена западна пијаца. Из тог разлога треба да се својски заузмемо и да на предстојећој париској изложби не само оправдамо лепо име, које су до сада наше вунене тканине стекле, но и да нове пијаце освојимо и број купаца умножимо. По томе је у интересу самога друштва да и оно на овом излогу изложи што више и што бољих својих производа."
Године 1888. ћилимарско друштво имало је 47 чланова. Те године изаткано је 246 ћилима и утрошено 1.781 килограм вуне у вредности од 2.939,24 динара. У то време све је очигледнија била конкуренција ћилимарки ван Друштва. Купцима су нудиле ћилиме по нижој цени. Због тога је почео да се смањује број чланова задруге. Године 1890. Друштво је имало само 28 чланова. Због тога су пристизали захтеви да се Друштво конституише на другачијој основи. Оснивачка скупштина друштва за производњу и промет
пиротских ћилимова и домаћих вунених тканина била је 24. фебруара 1891. године. Оснивању новог друштва присуствовао је и сам министар народне привреде Коста Таушановић. Будући да је било деоничко, Друштво за производњу и промет пиротских ћилимова и домаћих вунених тканина требало је да стартује са 300.000 динара подељених на 6 хиљада деоница по 50 динара. План је био да се деонице изделе на упис у два кола.
Година 1893. била је врло тешка за Ћилимарско друштво, у првом реду за ћилимарке. Услед развоја капиталистичких односа и индустријске производње, еснафски поредак се распао. Затим, у читавој Србији укидају се панађури - до тога доба готово једина места за купопродају. У новим околностима, стижу и малверзације, злоупотребе и разноразне неправилности. Задруга се у трци за
профитом угушила, рад ћилимарки се све више злоупотребљавао, њихово незадовољство било је велико, те је се престало са радом. 
У међувремену, сва документација "ћилимарског друштва послата је министру народне привреде. Друштво фактички није
постојало. Између 1887. и 1892. године његови рачуни нису прегледавани, није се знало колика је имовина друштва и да ли је ико за њу одговоран.

## Задруга
Краљевска српска контрола је тек октобра 1897. године прегледала рачуне "ћилимарског друштва и констатовала да није имало
сталну државну помоћ, већ само привремену позајмицу и да се не зна колико је од позајмице вратило држави, а то је пропуст Министарства народне привреде што није водило рачуна o примљеним сумама на име отплате. Будући да је Ћилимарско друштво било деоничко, није се знало ни колико је новца прикупљено на име откупа деоница и где је тај новац.
Мучна ситуација потрајала је читавих пет година. У међувремену, покренута је иницијатива o оснивању новог ћилимарског друштва у
чијем би саставу биле и бојаџије. Марта 1899. године почела је са радом Задруга пиротских ћилимарки, чији је основни циљ и први задатак био да заштити производњу ћилима, да је даље усавршава и материјално помаже радницама које се искључиво баве ткањем ћилима. Имала је 23 члана.
Према чл. 7 Правила Задруге пиротских ћилимарки, дужност управног одбора била је да увећа производњу и промет ћилима, да инсистира на старим шарама и постојаним бојама. Дужност управе Задруге била је да ћилимарке и бојаџије уредно снабдева потребним
материјалом за рад и да редовно исплаћује зараде. Капитал Задруге чинила је позајмица министарства народне привреде. Члан 14 предвиђао је да се од чистог годишњег прихода један део искористи за отплату дуга, а остатак да се подели чланицама Задруге - сразмерно њиховом годишњем учинку. Тако су раднице биле додатно мотивисане на још већи рад. Члан 20 предвиђао је да и бојаџије могу бити чланови Задруге. На самом крају 19. века у Пироту је било 250 разбоја, а на сваком разбоју годишње је могло да се изатка 150 аршина ћилима или укупно годишње 37.500 аршина, укупне вредности 225.000 динара.“ Према неким подацима, између 1878. и 1899. године у Пироту су била 3 мајстора дрндара-гребенара, 8 бојаџија и 700 до 1.000 ткаља. И поред таквог мајсторске-радничког потенцијала и солидних организационо-задругарских постулата, рад Задруге пиротских ћилимарки био је кратког даха, мада је задруга успела бар на кратко да сузбије шпекулације трговаца и уђе у нови век.
Прво предузеће које се бавило извозом ћилима било је „Пиротски ћилим – домаћа индустрија браће Гаротић и фирме Џаџић -
Христић - Бераха". Основано је 1869. године и било је највећи извозник пиротског ћилима. Одмах по оснивању развило је живу трговину са Истанбулом и већ 1870. године за потребе турске војске испоручило хиљаде и хиљаде комада сиџадеа за верске потребе војника. Годишње је извозило ћилим у укупној вредности око 100 хиљада динара.
У првим деценијама овога века готово читава ћилимарска производња била је у рукама имућнијих трговаца. Оно је било искључиво пословни интерес малобројних, а материјално и статусно јаких трговаца који су пословали са Солуном, Скопљем и Цариградом. Насупрот њима биле су ћилимарке са веома малом надницом.
Априла 1902. године, иницијативом у првом реду материјално добростојећих појединаца, основана је "ћилимарска задруга са задатком
да радницима набавља материјал за рад, да им даје позајмице и продаје готове производе. За председника је изабран Војин Ћирковић.
Задруга је имала статут и правилник, затим управни и надзорни одбор. Њеним оснивањем, ћилимарска производња је истргнута из руку
шпекуланата и за кратко време била заштићена од моћних појединаца. Задруга је сама куповала вуну и бојила је, а затим је уступала на израду, и све то са врло мало готовог новца за трошкове. Стога је интересовање бојаџија било све веће за сарадњу са Задругом. Слично је било и са продавцима вуне.
Врло брзо након оснивања, Ћилимарска задруга у Пироту дошла је под заштиту Њеног величанства краљице Драге. Краљица Драга финансирала је и штампање Албума пиротског ћилима аутора Мите Живковића у Тешену (Аустрија) 1902. године (објављена су још три албума–каталога: 1914, 1925. и 1963. године и ниједан није тако често цитиран у литератури и коришћен у пракси као Живковићев, прим. аутора). Било је великих проблема око објављивања Албума. Стручњаци које је ангажовало министарство народне привреде Србије, од 1899. године давали су неповољне рецензије, па зато министарство и није финансијски помогло његово објављивање. Краљ и краљица су посетили Пирот 1902. године септембра месеца где су и посетили Ћилимарску задругу о чему сведочи писмо једне ћилимарке: Било је наређено да се у задругин дућан однесу неколико започетих ћилима на разбоју и наместе за рад, како би Њихова величанства видела како се ћилими раде. И кад је све било намештено, онда дођоше раднице које су радиле на тим разбојима у намери да продуже рад. Али, г-дин председник не даде, већ их громким и оштрим гласом истера напоље због тога што су сиротанке и немађаху свилене хаљине. а место њих поређа све своје родбине и пријатељице, и то на клупама уз ћилим, а не на голој земљи и студену камену, као што је у ствари и цела истина, за парче хлеба за 10-15 пара дневно. И те богаташке ћерке, које не знаду шта је то рад и патња ћилимарска, добише бакшиш од Њихових величанстава. Раднице ћилимарке · чланице нису хтеле више да продуже рад и морале су по 3–4 пута дневно са жандаром у полицију, па онда са пандуром у општину и све то на правди Бога, јер то бејаше наредио г–дин председник...
У међувремену, задруга је учествовала на изложби у Атини и имала филијале у Крушевцу, Ваљеву, Крагујевцу, Нишу, Лондону и Женеви. Ћилиме је продавала и у Бугарској, Аустроугарској, Турској и Румунији. Такође, у међувремену Ћилимарска задруга је од дирекције Српских државних железница добила једну бесплатну карту III класе на релацији Пирот-Београд па су уредно допремали робу филијалама и учествовали су и на бројним изложбама. На изложбама у Пожаревцу и Чачку, 1903. године, продато је ћилима у вредности од 4.000 динара, а у Београду за 10.000 динара.
Године 1905. Ћилимарска задруга учествовала је на изложбама у Лијежу и Лиону и на обе освојила Grand prix награде и продала ћилиме у вредности преко 100.000 динара. Организовала је и четири изложбе у Београду и Шапцу и први пут те године пиротски ћилим је отишао у Енглеску и Африку. Наредна, 1906. година била је врло тешка. Услед затварања границе у царинском рату са Аустроугарском између 1906-1910. године, није било извоза у ту земљу и Босну и Херцеговину. Била су потребна нова тржишта.

## 20. век
Први светски рат донео је ћилимарству кризу. Током рата производња је престала, а од 1919. године, због значајног
проширења тржишта, опао је квалитет. Још током рата, 6. јуна 1914. године, оснивањем друге по реду ћилимарске школе покушало се да се ћилимарство покрене са мртве тачке, али без успеха. Други покушај био је 1925. године обнављањем рада Ћилимарске задруге. Њен основни задатак био је унапређење ћилимарске радиности и набавка сировина члановима. Била је предвиђена и могућност да се од задругара прима новац на штедњу. У плановима Задруге била је изградња влачаре, предионице, бојаџијнице и модерне радионице. Задруга је релативно добро радила и већ 1934. године, у оквиру Пиротске женске занатске школе, оснива ћилимарски
одсек. Било је ученица из разних крајева Југославије. У то време, у разним женским поруџбинама ван Пирота, неке ћилимарке Пироћанке радиле су као учитељице ћилимарства.
Између два светска рата израдом ћилима бавила се половина целокупног женског становништва у Пироту. Просечна годишња производња била је 12 хиљада квадратних метара. У овом периоду Ћилимарска задруга је добила 50 међународних награда, похвала и писмених признања.
После Другог светског рата у новом привредном систему чинило се да ће ћилимарска производња и трговина добити много повољније услове за рад. Рад у Ћилимарској задрузи почео је 9. октобра 1944. године. Радило се на основу Закона о привредним задругама, путем заједничке набавке средстава за производњу, заједничке израде ћилима и њихове заједничке продаје. Задруга је уписана у задружни регистар Окружног народног суда у Пироту бр. 12, стр. 4, од 12. новембра 1945. године под пуним именом Прва пиротска радничко-прерађивачка задруга С. O. J. из Пирота.
Године 1955. почела је и комисиона продаја ћилима у свим већим градовима ФНРЈ. Године 1956. отворене су кантина и здравствена амбуланта у Задрузи, па се стиче утисак да је производња ћилима била сасвим задовољавајућа. Задруга је помагала и новчано и кроз поклон у виду ћилима многе организације, спортска и културно—уметничка друштва. Тада је било 600 радница запослено.
Године 1979. године Задруга поново мења свој назив у: Радна организација за производњу ћилима, тепиха и предива „Понишавље" Пирот а 10 година касније у: Предузеће у друштвеној својини за израду ћилима, тепиха и предива „Понишавље" Пирот. Од 30. јуна 2005. године Ћилимарска задруга је приватизована под називом Акционарско друшто Ћилимарска задруга „Понишавље“ и бави се израдом ћилима, чворованих тепиха и фарбањем предива.